# Sejkov
Sejkov es un municipio del distrito de Sobrance en la región de Košice, Eslovaquia, con una población estimada a final del año 2024 de 197 habitantes.
Se encuentra ubicado al noreste de la región, en la cuenca hidrográfica del río Bodrog (afluente derecho del Tisza) y cerca de la frontera con la región de Prešov y Ucrania.

## Demografía
| Año        | 1994 | 2004    | 2014    | 2024    |
| ---------- | ---- | ------- | ------- | ------- |
| Población  | 217  | 201     | 207     | 197     |
| Diferencia |      | −7,37 % | +2,98 % | −4,83 % |

| Año        | 2023 | 2024 |
| ---------- | ---- | ---- |
| Población  | 197  | 197  |
| Diferencia |      | +0 % |